# Hessische Staatsdomäne Frankenhausen
Die Hessische Staatsdomäne Frankenhausen ist ein Lehr-, Versuchs- und Transferzentrum für Ökologische Landwirtschaft und Nachhaltige Regionalentwicklung. Sie ist seit 1998 der Lehr- und Versuchsbetrieb der Universität Kassel. Der Betrieb wird nach ökologischen Richtlinien bewirtschaftet und ist Mitglied bei den Anbauverbänden Bioland und Naturland.

## Lage
Das seit 1998 unter Denkmalschutz stehende Gehöft liegt etwa halben Weges zwischen dem Flughafen Kassel-Calden und Immenhausen am Jungfernbach. Südlich des Gehöfts erstreckt sich das Naturschutzgebiet Jungfernbach und Brandteich bei Calden.

## Allgemeine Informationen
Der 320 Hektar große vollarrondierte Betrieb wurde im Juli 1998 von der Universität Kassel gepachtet und wird seitdem nach den Richtlinien des Ökologischen Landbaus bewirtschaftet. Die Förderung und Weiterentwicklung des Ökologischen Landbaus und die Schaffung von Arbeitsplätzen im landwirtschaftlichen und sozialen Bereich sind zentrale Anliegen des Projektes. Die Domäne soll ein Modell für ökologisch, ökonomisch und sozial nachhaltiges Wirtschaften in der Region darstellen. Dabei wird sie in die universitäre Forschung und Lehre eingebunden und gleichzeitig der interessierten Öffentlichkeit zugänglich gemacht.

## Wirtschaftsbetrieb
Von den Flächen der Hessischen Staatsdomäne Frankenhausen, mit einer durchschnittlichen Bodenpunktzahl von 60 (Spanne: 38–87 Bodenpunkte) werden vom Wirtschaftsbetrieb derzeit 229 ha der Gesamtbetriebsfläche als Ackerland und 35,84 ha als Grünland bewirtschaftet. Die restliche landwirtschaftliche Nutzfläche wurde unterverpachtet oder dem Versuchswesen zur Verfügung gestellt.
Der Betrieb verfügt über umfangreiche Gebäudekapazitäten, die seit Sommer 1998 unter Denkmalschutz stehen.
Auf der Domäne wurde in den letzten Jahren eine Milchviehherde mit ca. 100 Kühen aufgebaut. Die gesamte weibliche Nachzucht bleibt zur Bestandsergänzung bzw. zur Mast auf dem Betrieb. Derzeit vervollständigen vier Bullen die Rinderherde. 2010 wurde ein Altgebäude zu einem Winter-Legehennenstall für 700 Legehennen umgebaut. Im Sommer sind die Hühner in zwei selbst entwickelten Mobilställen auf der Weide bzw. dem Kleegras.

## Lehre und Forschung
Für alle Versuchsaktivitäten und Untersuchungen am Standort wurde auf der Domäne Frankenhausen eine Arbeitseinheit „Versuchswesen Ökologischer Landbau“ begründet. Für pflanzenbauliche Versuche stehen ca. 20 ha zur Verfügung.
Wesentlich für die Verbindung der Lehre im Studiengang Ökologische Landwirtschaft des Fachbereiches 11, aber auch anderer Studiengänge, der Universität Kassel und des Lehr- und Versuchshofes Frankenhausen ist die exakte Erhebung und kontinuierliche Registrierung unterschiedlichster Daten des landwirtschaftlichen Gutes. So sollen z. B. die bodenbiologischen, -chemischen und -physikalischen Parameter, das Führen von Ackerschlagkarteien und Stallbüchern, die Dokumentation der Landschaftsentwicklung, die offene Buchhaltung etc. erhoben und nachvollziehbar gemacht werden. Diese Daten sollen einerseits in entsprechende Vorlesungen/Seminare (z. B. Bodenkunde, Ökologie, Betriebswirtschaft) einfließen und andererseits bei Betriebsbesuchen offengelegt werden.